# Rio Nobile
Rio Nobile, nato Desiderio Nobile (Berlino, 12 maggio 1897 – Innsbruck, 4 novembre 1971), è stato un attore tedesco di origine italiana.

## Biografia
Figlio di immigrati, "Rio" Nobile diventò cittadino tedesco nel 1915, dopo l'entrata in guerra dell'Italia. Suo padre era un commerciante e il giovane Desiderio conseguì un diploma aziendale a Monaco di Baviera.
Negli anni venti intraprese una carriera cinematografica piuttosto discontinua. Girò alcuni film muti anche in ruoli da protagonista ma, all'avvento del sonoro, lasciò il cinema per diventare, dal 1930 al 1932, direttore generale dell'Ansaldo a Genova. Nel 1932, entrò nel settore della distribuzione cinematografica. Ritornò di nuovo davanti alla cinepresa, riprendendo il mestiere di attore e girando, negli anni trenta, circa una ventina di film.
Nel 1937, era ritornato in Italia, dove proseguì la sua carriera, lavorando anche come giornalista. Alla fine della guerra, andò di nuovo in Germania. Il suo ultimo film fu Una parigina a Roma, una co-produzione italo-tedesca del 1954 con Alberto Sordi, in cui Nobile ebbe un piccolo ruolo. Dopo di che si ritirò ad Innsbruck assieme alla moglie e ai figli, dove morì il 4 novembre 1971.

## Filmografia parziale
- Corridoio segreto (Der Favorit der Kaiserin), regia di Werner Hochbaum (1936)
- Il castello di Fiandra (Das Schloß in Flandern), regia di Géza von Bolváry (1936)
- Il signor Max, regia di Mario Camerini (1937)
- Fridericus, regia di Johannes Meyer (1937)
- Mutterlied, regia di Carmine Gallone (1937)
- Casa lontana, regia di Johannes Meyer (1939)
- Marionette, regia di Carmine Gallone (1939)
- Sieben Jahre Glück, regia di Ernst Marischka (1942)
- Sette anni di felicità, regia di Ernst Marischka e Roberto Savarese (1942)
- Quattro rose rosse, regia di Nunzio Malasomma (1951)
- La voce del silenzio di Georg Wilhelm Pabst (1953)
- Una parigina a Roma, regia di Erich Kobler (1954)